# Batalla de Naseby
La batalla de Naseby es la batalla clave de la primera Guerra Civil Inglesa. El 14 de junio de 1645, el principal ejército del rey Carlos I fue destruido por el Nuevo Ejército Modelo parlamentario, al mando de sir Thomas Fairfax y Oliver Cromwell.

## Antecedentes
Tras su derrota en la batalla de Marston Moor el 2 de julio de 1644, los realistas perdieron el control del norte del país, aunque las tropas del rey siguieron luchando con éxito en todos los frentes. El principal ejército parlamentario, al mando del conde de Essex, avanzó de forma imprudente por el feudo realista de Cornualles y fue derrotado por tropas superiores en número en Lostwithiel el 2 de septiembre. A pesar de que los parlamentarios intentaron detenerlo en la segunda batalla de Newbury el 27 de octubre, el rey pudo volver a su capital, Oxford.
Como respuesta a tales fracasos, el Parlamento reorganizó y profesionalizó el ejército y dio el mando a Thomas Fairfax, quien había combatido a las órdenes del rey en la revuelta escocesa de 1640.
Los recursos financieros y el número de partidarios del bando parlamentario aumentaban sin cesar. Por ello, en julio de 1645, pese a la baja moral por haber desaprovechado la victoria de Marston Moor, los parlamentarios desafiaron a los realistas. Ambos ejércitos se enfrentaron por el dominio de la región de los Midlands Naseby, a 16 km de Northampton.

## Encuentro en los Midlands
Los parlamentarios querían estrenar el Nuevo Ejército Modelo al comenzar la campaña estival con el asedio de Oxford, la capital del reino desde comienzos del conflicto. Sin embargo, ni Carlos I ni su ejército se encontraban allí, puesto que, tras rechazar las condiciones de paz ofrecidas en mayo, marchaban hacia Chester, asediada por los parlamentarios. Al llegar y comprobar que el sitio había sido levantado, se decidieron por atacar la próspera pero desguarnecida Leicester.

## Un exceso de confianza
El ejército realista sólo contaba con 9000 efectivos frente a los 13 000 parlamentarios, pero poseía en cambio una poderosa artillería. Al amanecer del 15 de junio, Thomas Fairfax y Cromwell decidieron retirarse 1,5 km hasta Red Hill tras inspeccionar el terreno, pues juzgaron que el terreno frente a Dust Hill era desfavorable para la caballería.
Ante la aparente retirada, el príncipe Ruperto del Rin, comandante en jefe de los realistas, se lanzó precipitadamente al combate con la caballería del ala derecha, sin esperar la acción de la artillería.
Se produjo una violenta lucha entre la caballería de Ruperto y la del general Henry Ireton, en el ala izquierda de los parlamentarios. Aunque tuvieron que aguantar el fuego del flanco de los dragones del coronel Okey, emplazados de forma perpendicular, los realistas lograron barrer a la caballería de Ireton.
Pero en lugar de acudir entonces en ayuda de su infantería enzarzada en un cuerpo a cuerpo con la parlamentaria (a la que sí estaba apoyando su propia caballería), el destacamento de Ruperto se lanzó en una impetuosa persecución del tren de bagajes de Fairfax, a 3 km del frente de batalla. Durante la hora en la que tuvo lugar la desafortunada maniobra de Ruperto, la caballería del ala derecha parlamentaria, a las órdenes de Oliver Cromwell, logró poner en fuga a la realista, al mando de Langdale, y acudir en ayuda de la infantería, todavía en enfrentamiento con la realista en el centro. Las tropas del rey fueron atacadas por tres oleadas consecutivas en su flanco izquierdo y retaguardia, mientras que los dragones de Okey hacían lo propio desde el flanco opuesto.
La infantería realista, completamente cercada, comenzó a deponer las armas al tiempo que Fairfax ordenaba un avance general y el rey y lo que quedaba de su ejército eran puestos en fuga por la caballería de los parlamentarios.
Los realistas perdieron en esta batalla unos 1500 hombres entre muertos y heridos, pero lo más grave fueron los 4500 prisioneros y la pérdida de 12 cañones, junto al tren de bagajes en el que se encontraba la correspondencia del rey que demostraba que había estado buscando apoyo de los irlandeses y tropas extranjeras.